# Aligadży Gamidgadżyjew
Aligadży Abdusałamowicz Gamidgadżyjew (ros. Алигаджи Абдусаламович Гамидгаджиев; ur. 20 maja 1988) – rosyjski, a od 2018 roku kirgiski zapaśnik walczący w stylu wolnym. Zajął 23. miejsce na mistrzostwach świata w 2019. Piąty na igrzyskach azjatyckich w 2018. Srebrny medalista mistrzostw Azji w 2019. Mistrz Europy juniorów w 2008 roku.